# Ettenbach (Felchbach)
Der Ettenbach ist ein linker Zufluss des Felchbachs bei Ettenstatt im mittelfränkischen Landkreis Weißenburg-Gunzenhausen.

## Verlauf
Der Ettenbach entspringt nahe dem Naturschutzgebiet Märzenbecherwald bei Ettenstatt auf einer Höhe von 484 m ü. NHN südlich von Ettenstatt und nördlich von Kaltenbuch am Rande der Albtrauf einer Hochfläche der Weißenburger Alb, eine Höhenzug der Fränkischen Alb. Er fließt in nordwestlicher Richtung und speist bei Ettenstatt einige Weiher. Durch Ettenstatt fließt der Bachlauf unterirdisch und kanalisiert, er tritt am anderen Ende des Ortes unweit der Grundschule wieder aus. Anschließend mündet der Ettenbach auf einer Höhe von 439 m ü. NHN nördlich von Ettenstatt und unweit des Ortsteils Burg von links in den Felchbach. Der Ettenbach durchquert während seines gesamten Verlaufs eine weite Offenlandschaft.